# Simone Jouglas
Simone Jouglas (Agde, 5 aprile 1907 – Allauch, 31 luglio 2001) è stata una ceramista francese attiva nella creazione di Santons della Provenza, figure per il presepe tipiche della Francia sud-orientale.

## Biografia
Suo padre era un ufficiale della marina francese. I suoi genitori si stabilirono definitivamente a Marsiglia prima della seconda guerra mondiale.
Iniziò gli studi con l'obiettivo di diventare ceramista dentale. Una visita all'Accademia di Belle Arti di Marsiglia modificherà il suo progetto iniziale. Nel 1938 vi entrò come studentessa e conobbe Paule Thibon-Manzo, il cui padre era anche lui un ufficiale dell'esercito.
Durante la seconda guerra mondiale perse sia i genitori che il fratello. Rimasta sola, riuscì a sopravvivere grazie alla sua attività di ceramista.
Fu allora che iniziò a creare dei grandi santons provenzali in terracotta.
In seguito ad un trasloco nel 1944, perse il suo equipaggiamento. Iniziò quindi a scolpire le teste delle statuine da presepe dando loro i volti dei personaggi famosi della sua epoca. Questi volti particolarissimi diverranno il segno distintivo dei santons di Simone Jouglas. Nello sviluppo della sua attività viene aiutata dall'amica Paule Thibon Manzo.
Nella fase successiva decide di vestire i suoi santons ispirandosi a quelli creati dall'Abate Sumien (1857-1934), fabbricante di statuine nella tradizione napoletana. Il suo lavoro riunisce più di cento volti diversi utilizzati su più di duecento soggetti.
Alte una trentina di centimetri, le sue statuine sono in terracotta e raffigurano personaggi del presepe biblico e personaggi che svolgono antichi mestieri provenzali, tutti vestiti con costumi autentici confezionati con tessuti talvolta antichi, alcuni dei quali compaiono nella famosa collezione di presepi di Paul Chaland, ex editore-capo del Paris Match.
Nel 1952, venne nominata cavaliere dell'Ordine al Merito dell'Artigianato e nel 1961 venne insignita del diploma di "Meilleur Ouvrier de France" (Miglior Lavoratore di Francia). Nel 1966 ricevette la Medaglia d’Oro al Merito Nazionale Francese.
Alla fine degli anni '70, Simone Jouglas mette a capo della sua azienda la figlia dell'amica Paule Régine Manzo-Pinatel. Agnès Pinatel-Anaud succederà poi alla madre e alla nonna.
Simone Jouglas morì il 31 luglio 2001, all'età di 94 anni. Rimane un punto di riferimento nel settore dei santonniers.

## Galleria d'immagini

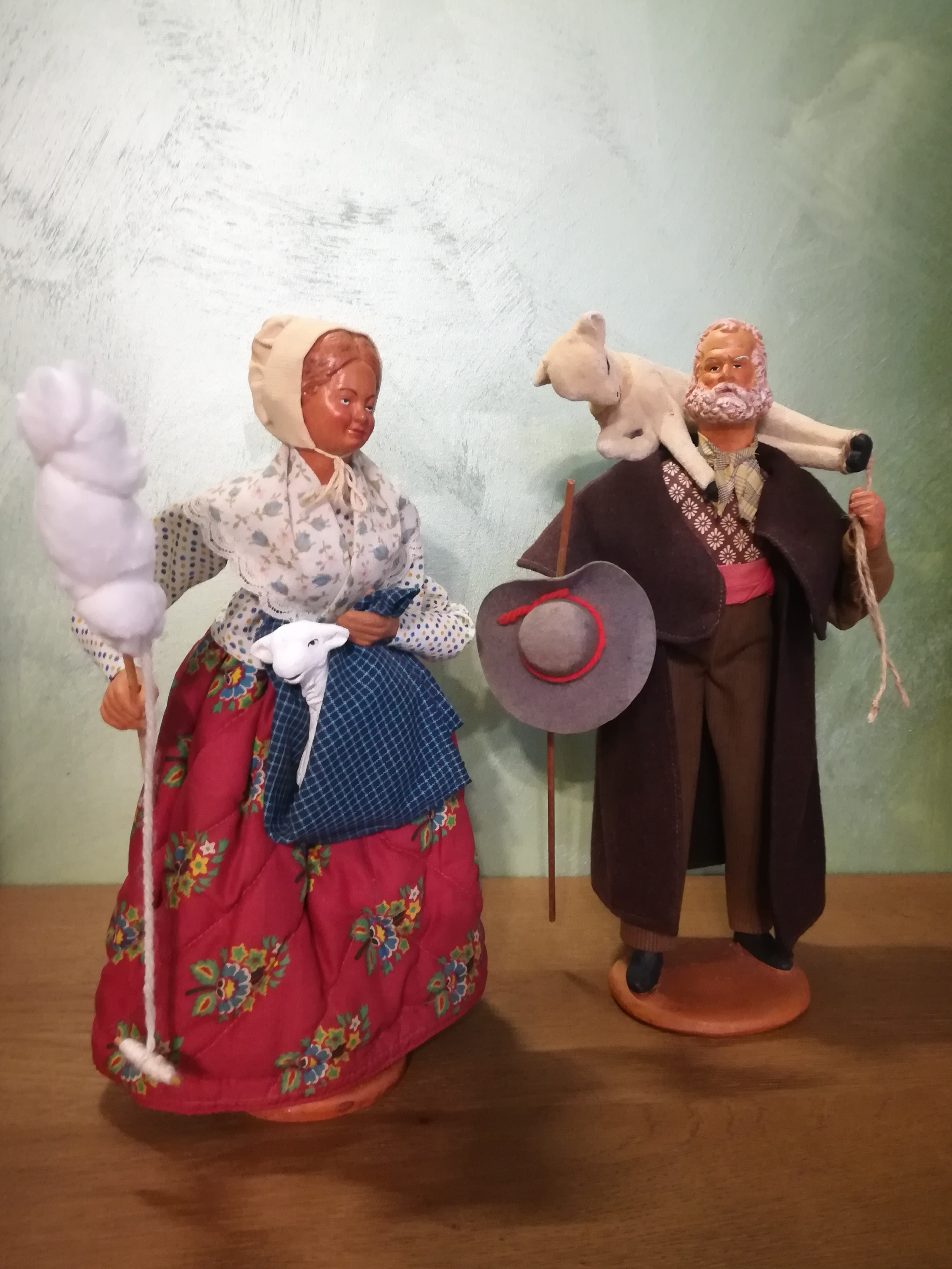
La pastorella ed il pastore. Terracotta e stoffa. Simone Jouglas. 1960/1970
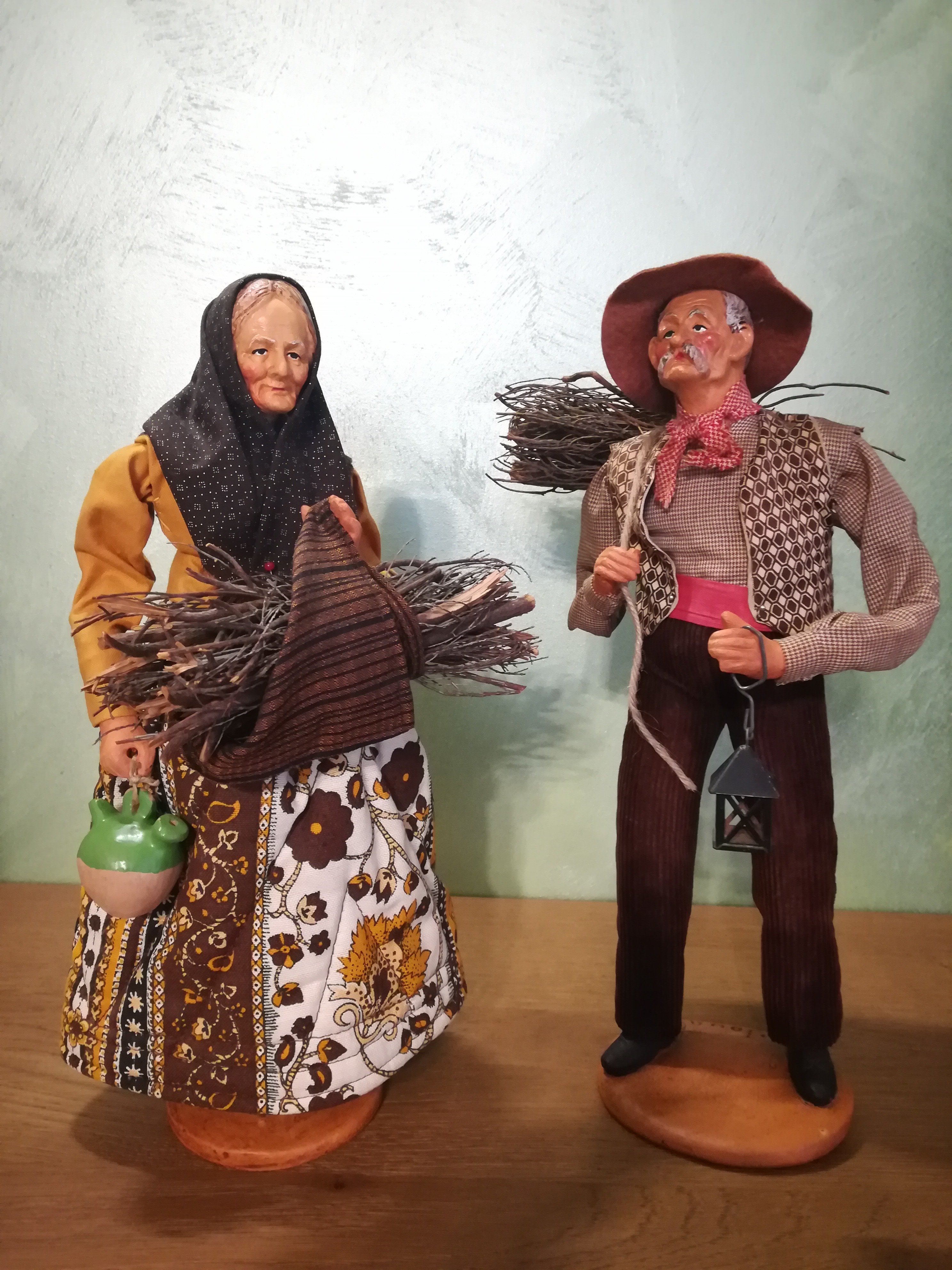
Coppia con fascine di legna. Terracotta e stoffa. Simone Jouglas. 1960/1970
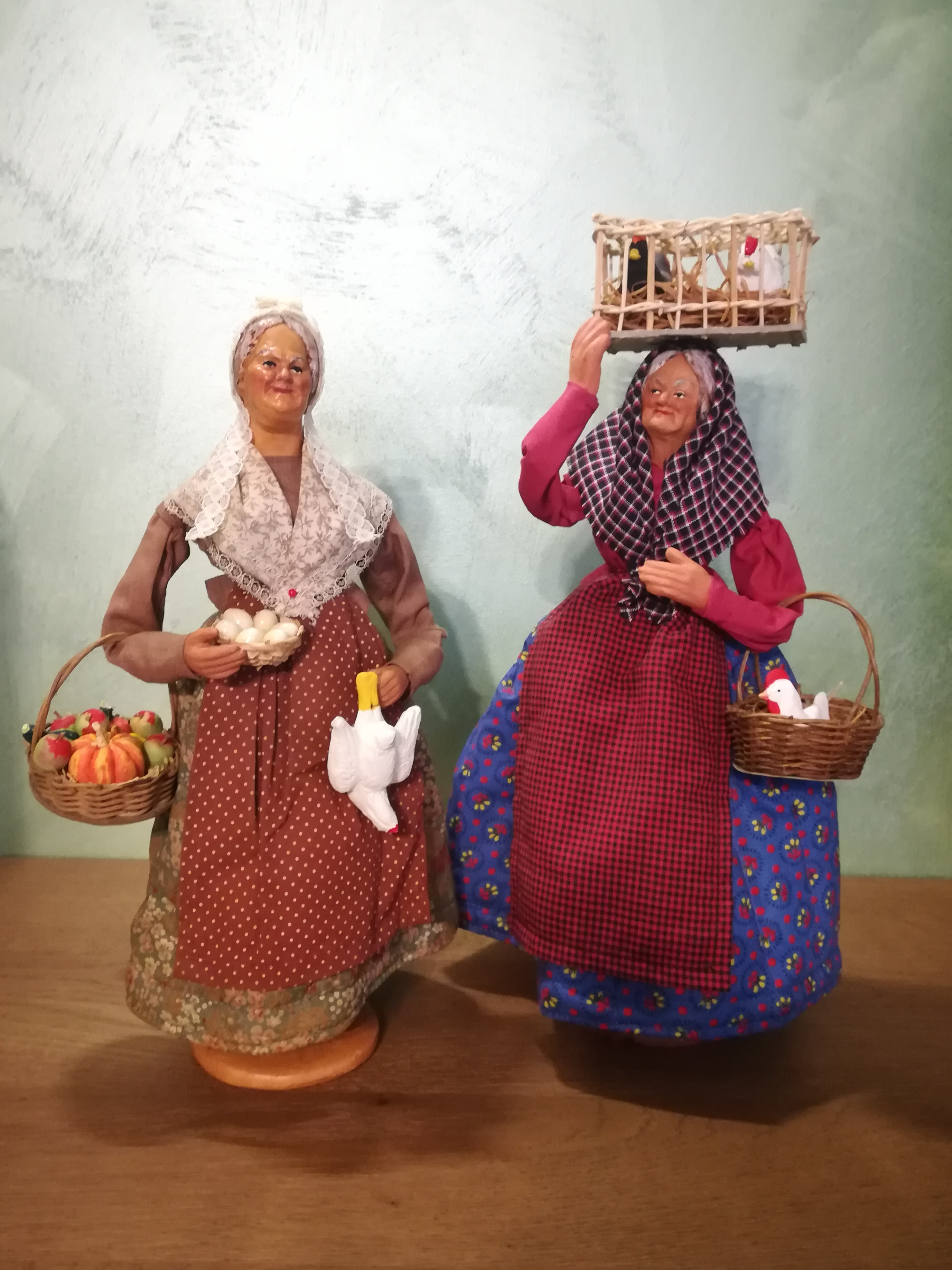
La contadina e la pollivendola. Terracotta e stoffa. Simone Jouglas. 1960/1970
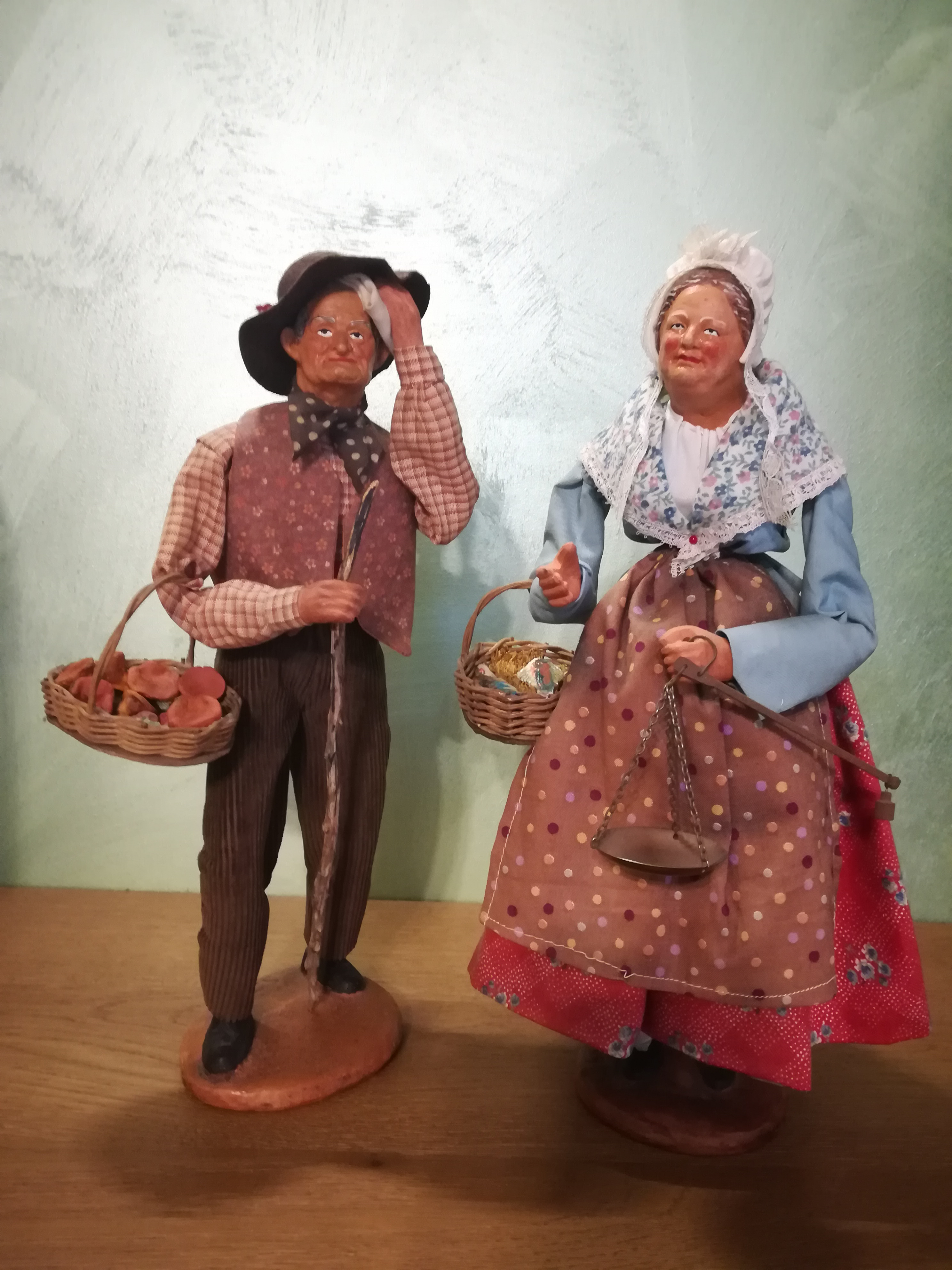
Uomo con cesto di funghi e pescivendola. Terracotta e stoffa. Simone Jouglas. 1960/1970
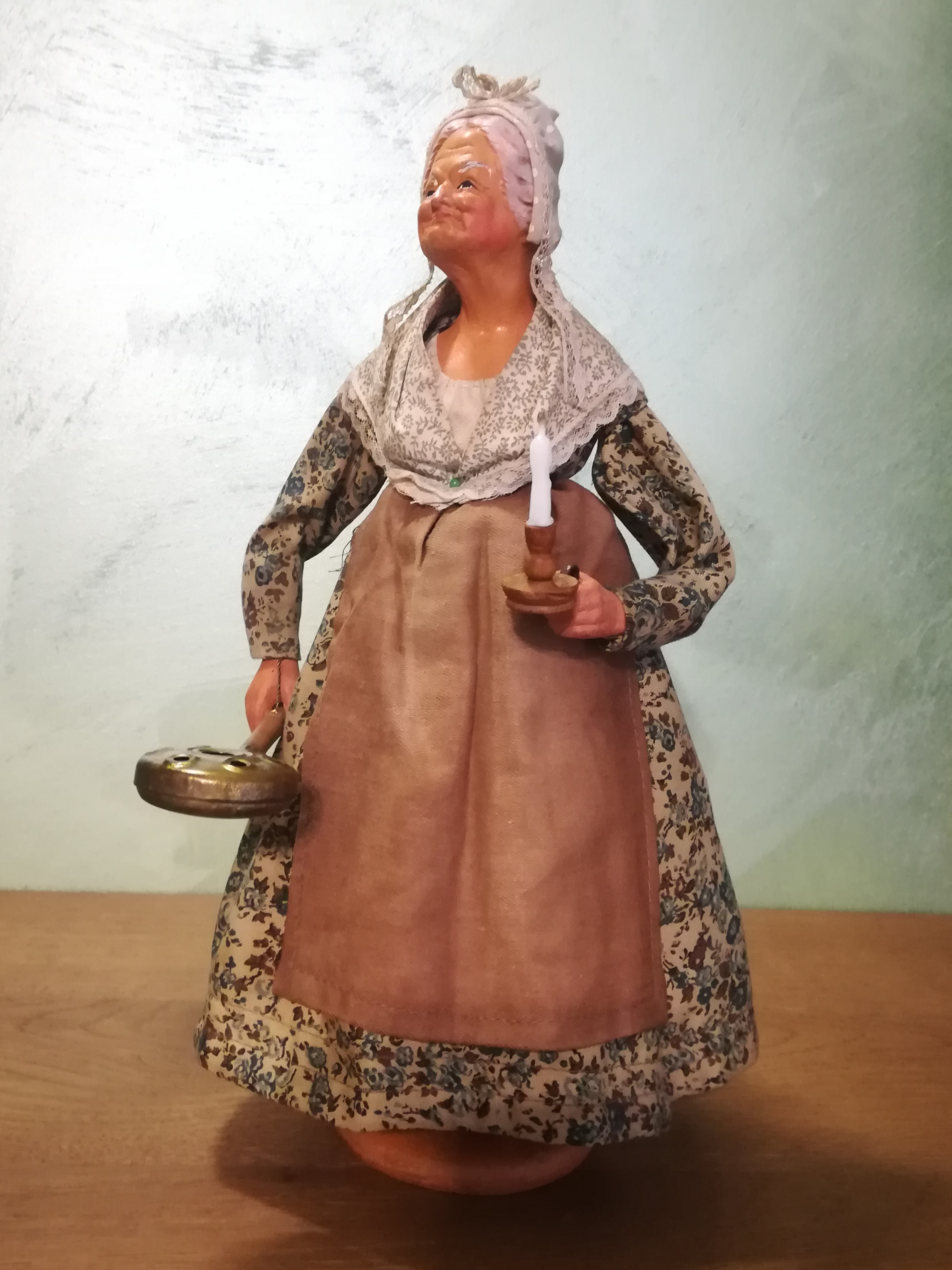
Donna con la bugia e lo scaldaletto. Terracotta e stoffa. Simone Jouglas. 1960/1970
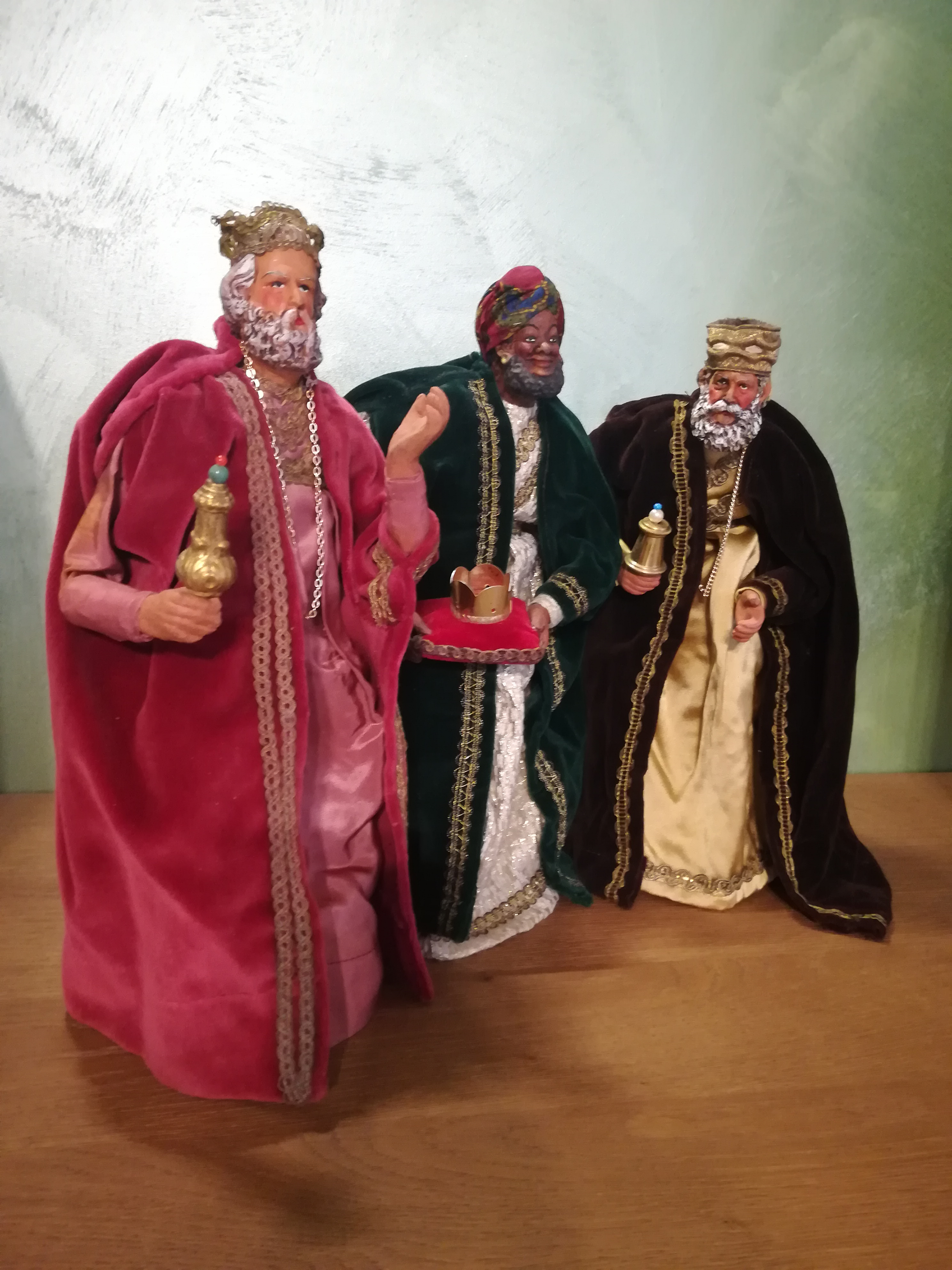
I tre Re Magi. Terracotta e stoffa. Simone Jouglas. 1960/1970
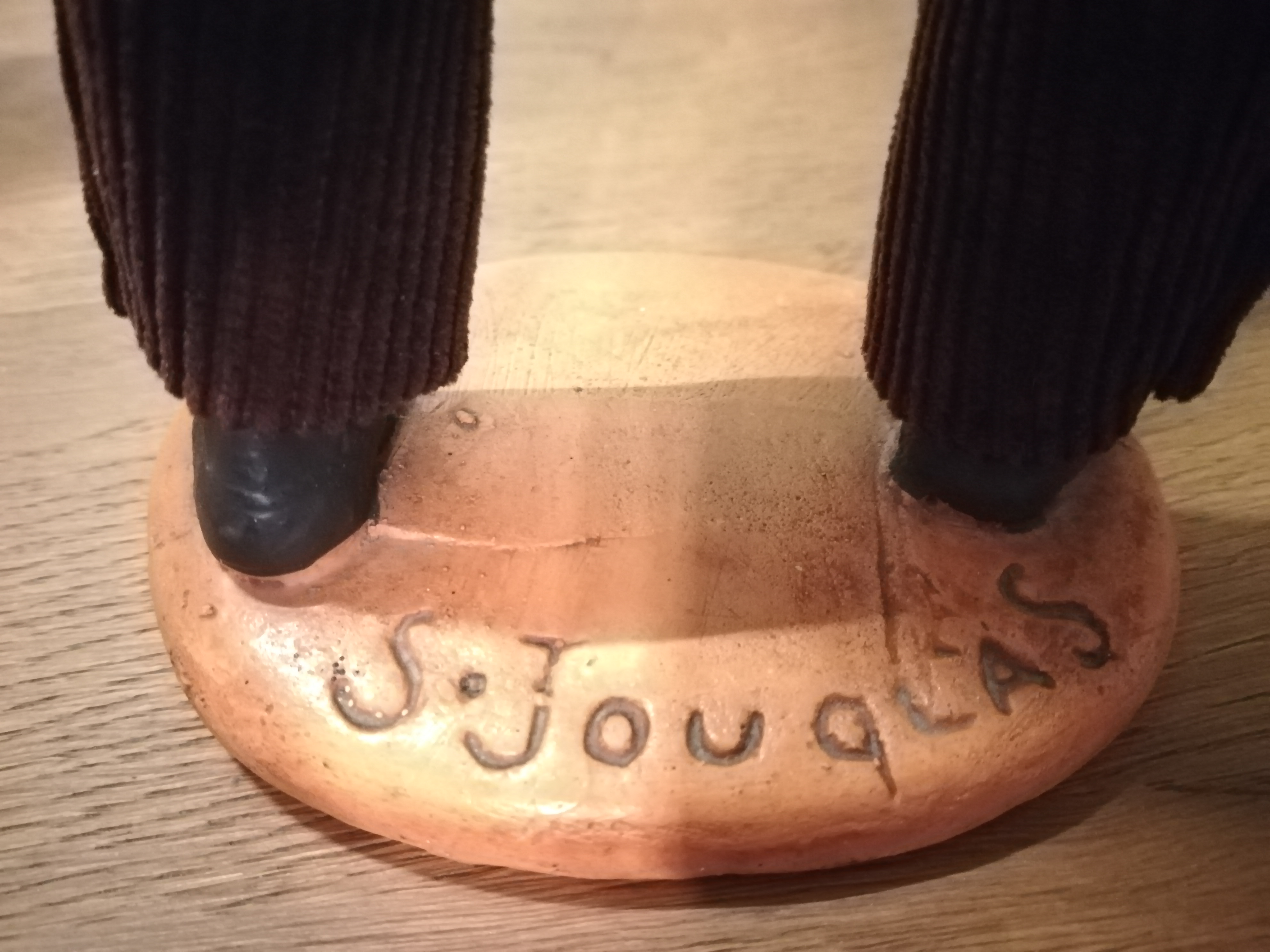
Firma di Simone Jouglas